# Tomas Sjöström
Tomas Göran Sjöström, född 27 februari 1970 i Kung Karls församling, Kungsörs kommun i Västmanlands län, är en svensk före detta friidrottare (slägga). Han tävlade under årens lopp för ett antal olika klubbar, Svenljunga IK -1989, IFK Växjö 1990 - 1992, Västerås FK (1993 till 1995), IF Göta (1996 till 1999) samt Ullevi FK (2000 och 2001).
Mellan 1991 och 1995 studerade Sjöström vid University of Georgia, USA, och tävlade för universitetet. Han vann Southeastern Conference två gånger, och slutade som bäst fyra vid amerikanska universitetsmästerskapen 1995 med ett kast på 72m. 
Den högerhänte Sjöström kastade första gången över 70 meter år 1994. Han har som längst kastat 75,56, vilket då förde in honom på femte plats genom alla tider i Sverige. 
Han har vunnit släggkastningen på SM en gång (1999) och har deltagit i Finnkampen nio gånger.

## Resultatutveckling
- 1989: 59,38
- 1990: 62,38
- 1991: 65,56
- 1992: 63,00
- 1993: 67,70
- 1994: 72,32
- 1995: 73,64
- 1996: 75,56

## Personliga rekord
| Utomhus - Diskus – 39,90 (Torsby, Sverige 24 maj 1999) - Slägga – 75,56 (Athens, Georgia USA 19 april 1996) | Inomhus - Viktkastning – 21,92 (Saskatoon, Kanada 14 januari 1996) |